# Ivan Nekić
Ivan Nekić (Zadar, 24 december 2000) is een voetballer met de Kroatische nationaliteit die doorgaans als centrale verdediger speelt. In 2017 debuteerde hij in het betaalde voetbal voor  NK Inter Zaprešić in de 1. HNL. In januari 2025 verruilde hij NK Varaždin voor Holstein Kiel, waar hij nog altijd onder contract staat. 

## Clubloopbaan

### Jeugd
Nekić begon met voetballen bij NK Zadar en vervolgde zijn opleiding bij HNK Rijeka, voordat hij terechtkwam in de jeugdopleiding van NK Inter Zaprešić.

### NK Inter
Op 20 augustus 2017 maakte Nekić op 16-jarige leeftijd zijn debuut in het betaalde voetbal in de Hrvatska Nogometna Liga. In de met 3–0 verloren uitwedstrijd tegen  NK Osijek werd hij in de 68e minuut ingebracht voor Tomislav Mazalovic. Tot aan de degradatie in het seizoen 2019/20 kwam hij tot negen wedstrijden. In het seizoen 2020/21 volgde zijn definitieve doorbraak; hij stond 25 keer in de basis en droeg in de 33e speelronde, in de uitwedstrijd tegen Hajduk Split II, voor het eerst de aanvoerdersband. In het seizoen 2021/22 maakte hij zijn eerste doelpunt voor NK Inter Zaprešić. In de met 2–1 gewonnen thuiswedstrijd tegen NK Kustosija Zagreb scoorde hij in de 88e minuut de winnende treffer. Na het faillissement van de club stapte hij over naar het Poolse Sandecja, dat uitkwam op het tweede niveau.

### Sandecja
In de zomer van 2022 tekende Nekić een contract bij Sandecja, dat hem tot 2024 aan de club verbond. Op 16 juli 2022 maakte hij onder trainer Dariusz Dudka zijn basisdebuut in de eerste competitiewedstrijd van het seizoen in de Fortuna 1 Liga, tegen Wisła Kraków. In de eerste wedstrijden van het seizoen 2022/23 behield hij zijn basisplaats, maar vanaf de zesde speelronde belandde hij op de reservebank. Na een rode kaart op 6 april 2023 in de uitwedstrijd tegen Chrobry Głogów verdween hij uit de selectie. Sandecja degradeerde aan het einde van dat seizoen, waarna Nekić terugkeerde naar Kroatië om te gaan spelen voor NK Varaždin in de 1. HNL.

### NK Varaždin
Op 23 juli 2023 maakte Nekić zijn debuut voor NK Varaždin tijdens de uitwedstrijd tegen HNK Gorica. In het met 1–1 gelijkgespeelde duel in het Stadion Radnik werd hij in de 79e minuut ingebracht voor Luka Jelenic. In zijn eerste seizoen (2023/24) slaagde hij er niet in een vaste basisplaats te veroveren, ook niet na de komst van trainer Nikola Safaric. In het seizoen 2024/25 veranderde dat en stond hij vanaf de eerste competitiewedstrijd tot aan de winterstop in de basis. Op 22 december 2024 speelde hij zijn 40e en laatste wedstrijd voor Varaždin. Vervolgens stapte hij over naar het in de Bundesliga uitkomende Holstein Kiel. Met een transfersom van 1,2 miljoen euro werd hij de grootste uitgaande transfer uit de geschiedenis van de club.

### Holstein Kiel
In januari 2025 tekende Nekić een contract van onbekende duur bij Holstein Kiel. Hij was na David Zec en John Tolkin de derde verdediger die in de winterse transferperiode werd aangetrokken met als doel om de degradatie te ontlopen. Op 16 februari 2025 maakte hij onder trainer Marcel Rapp  zijn basisdebuut in de met 3–1 verloren uitwedstrijd tegen Eintracht Frankfurt. Hij werd in de 72e minuut gewisseld vanwege een spierblessure, waardoor hij de rest van het seizoen 2024/25 niet meer in actie kwam. Holstein Kiel degradeerde dat seizoen en keerde na één jaar terug naar de 2. Bundesliga.

## Clubstatistieken
| Seizoen                         | Club              | Competitie      | Competitie | Competitie | Beker | Beker | Internationaal | Internationaal | Overig | Overig | Totaal | Totaal |
| Seizoen                         | Club              | Competitie      | Wed.       | Dlp.       | Wed.  | Dlp.  | Wed.           | Dlp.           | Wed.   | Dlp.   | Wed.   | Dlp.   |
| ------------------------------- | ----------------- | --------------- | ---------- | ---------- | ----- | ----- | -------------- | -------------- | ------ | ------ | ------ | ------ |
| 2017/18                         | NK Inter Zaprešić | 1. HNL          | 2          | 0          | –     | –     | –              | –              | –      | –      | 2      | 0      |
| 2018/19                         | NK Inter Zaprešić | 1. HNL          | 3          | 0          | –     | –     | –              | –              | –      | –      | 3      | 0      |
| 2019/20                         | NK Inter Zaprešić | 1. HNL          | 4          | 0          | –     | –     | –              | –              | –      | –      | 4      | 0      |
| 2020/21                         | NK Inter Zaprešić | HNL             | 27         | 0          | 1     | 0     | –              | –              | –      | –      | 28     | 0      |
| 2021/22                         | NK Inter Zaprešić | HNL             | 21         | 1          | 1     | 0     | –              | –              | –      | –      | 22     | 1      |
| 2022/23                         | Sandecja          | Fortuna 1 Liga  | 14         | 0          | 2     | 0     | –              | –              | –      | –      | 16     | 0      |
| 2023/24                         | NK Varaždin       | 1. HNL          | 19         | 0          | 2     | 0     | –              | –              | –      | –      | 21     | 0      |
| 2024/25                         | NK Varaždin       | 1. HNL          | 18         | 0          | 1     | 0     | –              | –              | –      | –      | 19     | 0      |
| 2024/25                         | Holstein Kiel     | Bundesliga      | 1          | 0          | –     | –     | –              | –              | –      | –      | 1      | 0      |
| Carrière totaal                 | Carrière totaal   | Carrière totaal | 109        | 1          | 7     | 0     | –              | –              | –      | –      | 116    | 1      |
| Bijgewerkt tot 24 februari 2025 |                   |                 |            |            |       |       |                |                |        |        |        |        |

## Interlandloopbaan
Nekić speelde zeven interlands voor Kroatië –17 en nam met dat team deel aan het Europees kampioenschap 2017. Onder zijn teamgenoten bevonden zich onder anderen Dominik Kotarski, Leon Kreković, Antonio Marin en Mario Vušković. 
Nekić maakte op 28 september 2016 zijn debuut voor Kroatië –17 in een oefenwedstrijd tegen Engeland. In het met 0–5 verloren thuisduel werd hij in de 68e minuut ingebracht voor Josip Šutalo. In 2017 maakte hij deel uit van de selectie voor het Europees kampioenschap in Kroatië. Hij stond in twee van de drie groepswedstrijden in de basis. Kroatië verloor alle drie de wedstrijden en werd in de groepsfase uitgeschakeld.
| Jeugdinterlands van Ivan Nekić voor Kroatië () | Jeugdinterlands van Ivan Nekić voor Kroatië () | Jeugdinterlands van Ivan Nekić voor Kroatië () | Jeugdinterlands van Ivan Nekić voor Kroatië () | Jeugdinterlands van Ivan Nekić voor Kroatië () | Jeugdinterlands van Ivan Nekić voor Kroatië () |
| №                                              | Datum                                          | Wedstrijd                                      | Uitslag                                        | Soort Wedstrijd                                | Doelpunten                                     |
| Als speler bij Kroatië –17                     | Als speler bij Kroatië –17                     | Als speler bij Kroatië –17                     | Als speler bij Kroatië –17                     | Als speler bij Kroatië –17                     | Als speler bij Kroatië –17                     |
| ---------------------------------------------- | ---------------------------------------------- | ---------------------------------------------- | ---------------------------------------------- | ---------------------------------------------- | ---------------------------------------------- |
| 1.                                             | 28 september 2016                              | Kroatië – Engeland                             | 0 – 5                                          | Vriendschappelijk                              |                                                |
| 2.                                             | 30 september 2016                              | Kroatië – Duitsland                            | 2 – 3                                          | Vriendschappelijk                              |                                                |
| 3.                                             | 3 oktober 2016                                 | Griekenland – Kroatië                          | 2 – 1                                          | Vriendschappelijk                              |                                                |
| 4.                                             | 14 februari 2017                               | Kroatië – Spanje                               | 2 – 1                                          | Vriendschappelijk                              |                                                |
| 5.                                             | 16 februari 2017                               | Kroatië – Spanje                               | 0 – 1                                          | Vriendschappelijk                              |                                                |
| 6.                                             | 3 mei 2017                                     | Kroatië – Italië                               | 0 – 1                                          | Europees kampioenschap 2017                    |                                                |
| 7.                                             | 6 mei 2017                                     | Kroatië – Turkije                              | 1 – 4                                          | Europees kampioenschap 2017                    |                                                |
| Bijgewerkt tot 7 februari 2025                 |                                                |                                                |                                                |                                                |                                                |